# C-4 (explosief)

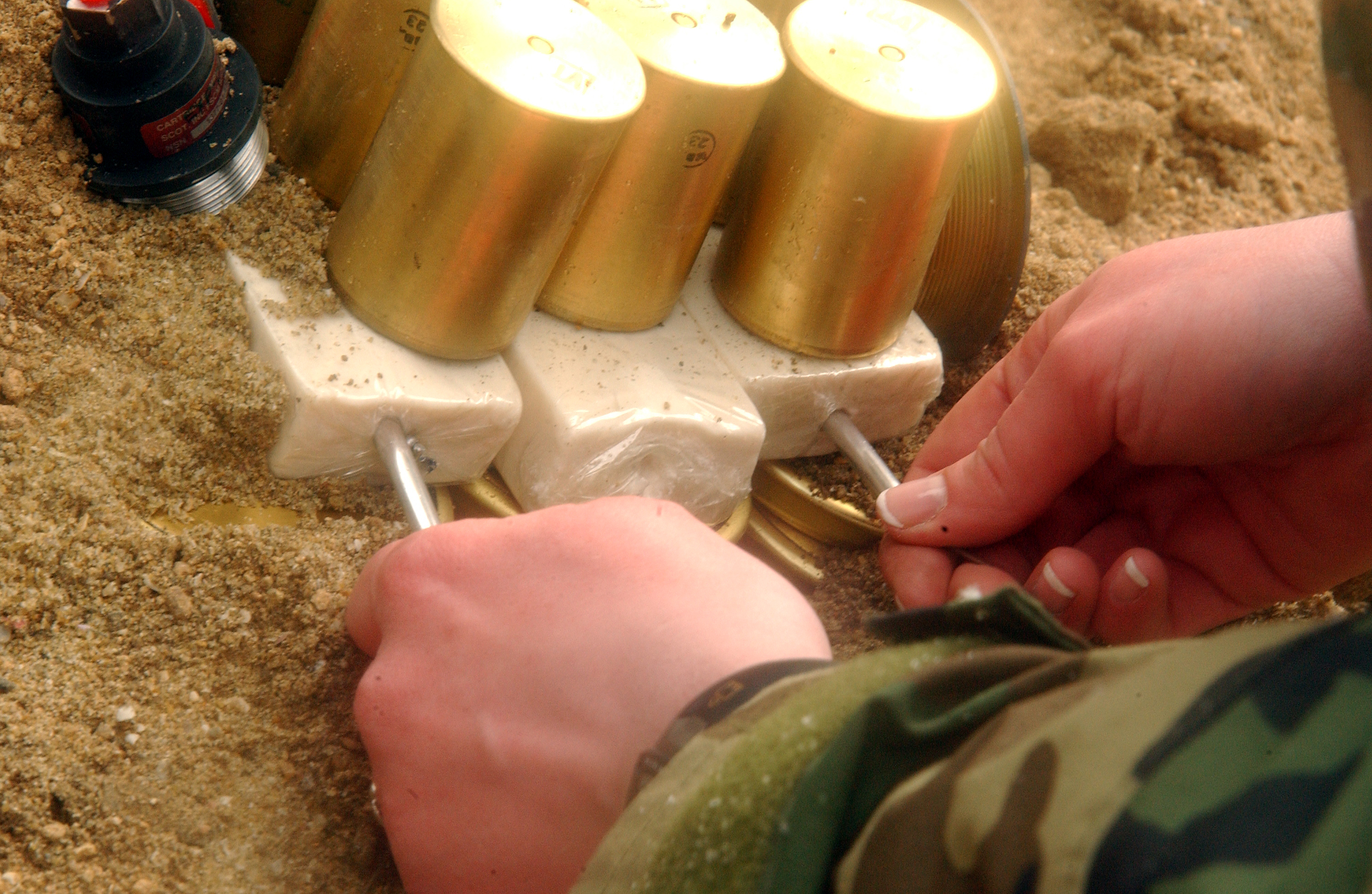
Aanbrengen van ontstekers in blokken C-4

Het explosief C-4 is een uiterst brisante kneedbare springstof, vooral gebruikt voor militaire demolitietoepassingen.

## Samenstelling
De samenstelling van C-4 is:
- 90% RDX (officiële naam: cyclotrimethyleentrinitroamine),
- 8% polyisobuteen,
- 2% dioctyladipaat,

De polyisobuteen is een polymeer, dat fungeert als de plastic in het explosief, waardoor het kneedbaar wordt. Verder is C-4 zeer stabiel, aangezien er geen nitroglycerine of andere onstabiele springstoffen in zitten.

## Eigenschappen
C-4 heeft de volgende eigenschappen.
- Detonatiesnelheid: 8092 ± 26 m/s
- TNT-equivalent: 130%
- Kleur: wit
- Dichtheid: 1,63 g/cm3
- Houdbaarheid: 10 jaar